# Транспорт Чернигова
Основу городского транспорта Чернигова составляют маршрутные такси, автобус, троллейбус. Главными магистралями города являются проспект Мира, проспект Победы, ул. Шевченко, ул. Ивана Мазепы, ул. Толстого, ул. Рокоссовского и ул. 1-го Мая. Железнодорожный, автобусный и речной транспорт связывают Чернигов со многими городами и странами мира.

## Автомобильное соединение

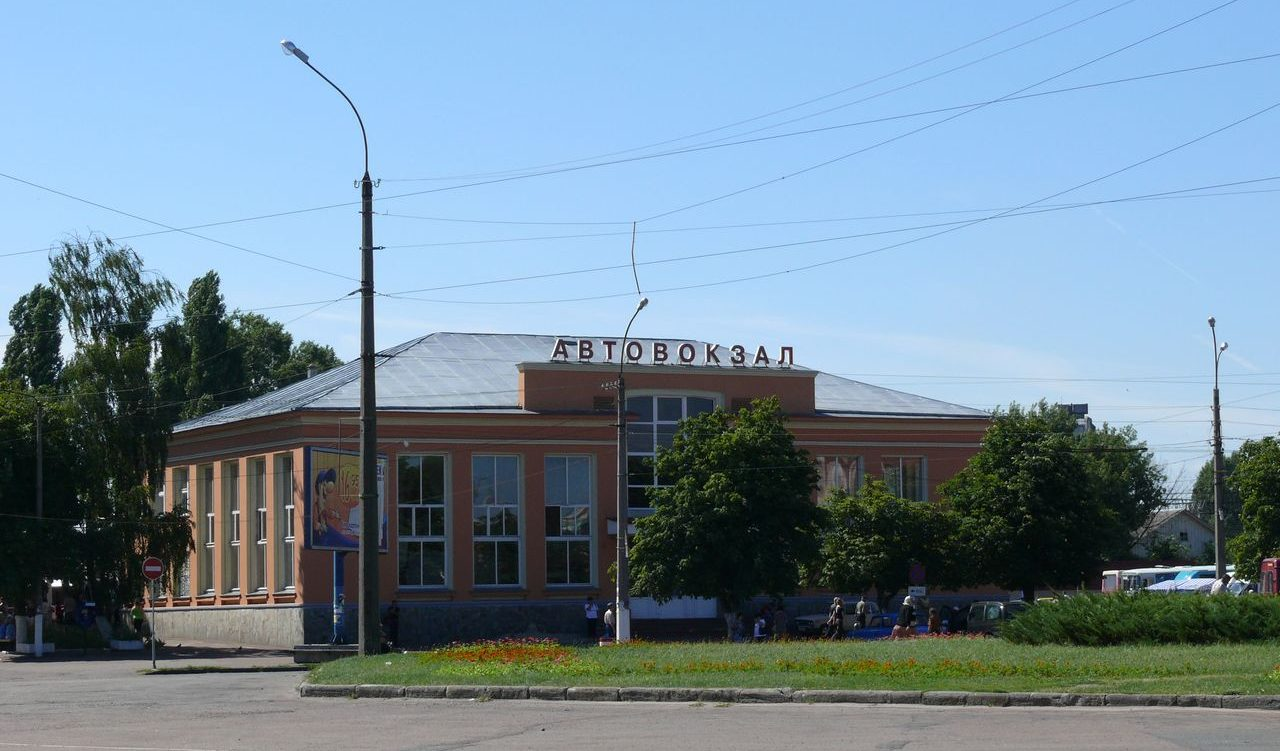
Автовокзал "Чернигов №1"

1) Город связан с Киевом и Гомелем трассой с разделительной полосой М01
2) Город связан с Городнёй трассой Р21
3) Город связан с Меной и Новгородом-Северским трассой Р20
4) Город связан с Чернобылем трассой Р56
В Чернигове есть центральный автовокзал "Чернигов №1" и две автостанции.

## Железнодорожный транспорт
В Чернигове расположено две железнодорожные станции: Чернигов - пассажирский вокзал и Чернигов-Северный. От города идёт три ж/д направления: Нежин, Гомель и Славутич.

## Водный транспорт
Десна — главная артерия водного транспорта. Водный транспорт города представлен единственным портом - Черниговский речной порт. Он осуществляет грузовые и пассажирские перевозки. Южнее расположены пристани Жавинская Затока I и II, где осуществляется судоремонт.

## Городской транспорт
Городской транспорт представлен маршрутными такси, автобусами и троллейбусами. Главными магистралями города являются проспект Мира, проспект Победы, ул. Шевченко, ул. Ивана Мазепы, ул. Толстого, ул. Рокоссовского и ул. 1-го Мая.
Черниговский автопарк, таксопарк и частные перевозчики: в 2011 году в городе насчитывалось 55 маршрутов — 9 троллейбусных и 46 автобусных.

### Троллейбусный транспорт
70% общего объёма перевозок пассажиров приходится на долю КП «Черниговское троллейбусное управление», которое перевозит все льготные категории населения. Предприятие существует с 1964 года, занимает площадь 5 га., на балансе 129 единиц подвижного состава, из них 111 ед. — пассажирские.